# Двадесет и шеста дивизия (Великобритания)
Двадесет и шеста дивизия е военно формирование от Британската армия по време на Първата световна война.
Макар че дивизията започва да се мобилизира през септември 1914 г., тя не е напълно разгърната на Западния фронт до следващата година. През ноември 1915 г. е преместена в Солун, където остава до края на войната.
Дивизията участва в Битката при Дойран. Нейната демобилизация започва през февруари 1919 г., а е изцяло разпусната на 10 май 1919 г.